# Mellansjön (Blädinge socken, Småland)
Mellansjön är en sjö i Alvesta kommun i Småland och ingår i Mörrumsåns huvudavrinningsområde. Sjön har en area på 0,395 kvadratkilometer och ligger 146 meter över havet. Sjön avvattnas av vattendraget Obyån.

## Delavrinningsområde
Mellansjön ingår i det delavrinningsområde (630028-142194) som SMHI kallar för Vid mätstation Lissbro. Medelhöjden är 169 meter över havet och ytan är 97 kvadratkilometer. Det finns inga avrinningsområden uppströms utan avrinningsområdet är högsta punkten. Obyån som avvattnar avrinningsområdet har biflödesordning 2, vilket innebär att vattnet flödar genom totalt 2 vattendrag innan det når havet efter 90 kilometer. Avrinningsområdet består mestadels av skog (60 procent), öppen mark (10 procent) och jordbruk (15 procent). Avrinningsområdet har 0,74 kvadratkilometer vattenytor vilket ger det en sjöprocent på 0,8 procent. Bebyggelsen i området täcker en yta av 2,83 kvadratkilometer eller 3 procent av avrinningsområdet.